# Minuskuł 20
Minuskuł 20 (wedle numeracji Gregory—Aland), ε 288 (von Soden) – rękopis Nowego Testamentu z tekstem czterech Ewangelii, pisany minuskułą na pergaminie w języku greckim z XI wieku. Zawiera marginalia.

## Opis rękopisu
Kodeks zawiera tekst czterech Ewangelii na 274 pergaminowych kartach (36,6 cm na 23,3 cm); tekst Ewangelii opatrzony został komentarzem.
Tekst rękopisu pisany jest jedną kolumną na stronę, 36 linijek w kolumnie. Według oceny Scrivenera skryba pisał niestarannie.
Tekst Ewangelii dzielony jest według κεφαλαια (rozdziały) oraz według Sekcji Ammoniusza. Sekcje Ammoniusza opatrzone zostały odniesieniami do Kanonów Euzebiusza. W górnym marginesie ponad tekstem umieszczono τιτλοι (tytuły) rozdziałów. Ponadto przed każdą z Ewangelii umieszczone zostały listy κεφαλαια (spis treści).
Tekst Pericope adulterae (Jan 7,53-8,11) umieszczony został na końcu Ewangelii Jana.

## Tekst
Grecki tekst Ewangelii reprezentuje tekst bizantyjski. Aland zaklasyfikował go do Kategorii V. Według David Alan Black kodeks reprezentuje tekst aleksandryjski.

## Historia
Paleograficznie datowany jest na wiek XI. Rękopis został znaleziony w 1669 roku, na Wschodzie. Rękopis badał Johann Martin Augustin Scholz oraz Paulin Martin.
Na liście rękopisów Nowego Testamentu umieścił go Wettstein.
Obecnie przechowywany jest we Francuskiej Bibliotece Narodowej w Paryżu, pod numerem katalogowym Gr. 1889.
Nie jest cytowany w krytycznych wydaniach greckiego Novum Testamentum Graece Nestle-Alanda (NA26, NA27).